# Olof Danielsson
Olof Danielsson (Olof Gustav Arne „Olle“ Danielsson; * 20. April 1912 in Kungsör; † 12. Oktober 1999 in Stocksund, Danderyd) war ein schwedischer Sprinter, der sich auf den 400-Meter-Lauf spezialisiert hatte.
Bei den Olympischen Spielen 1936 erreichte er über 400 m das Viertelfinale und wurde in der 4-mal-400-Meter-Staffel Fünfter.
Seine persönliche Bestzeit von 48,2 s stellte er 1936 auf.